# Santiago Fillol
Santiago Fillol (Córdoba, Argentina, 1977) és un director i guionista de cinema argentí. Va cursar la carrera de Filosofia i lletres en la Universitat Nacional de Còrdova, l'Argentina, i es va doctorar en Comunicació audiovisual en la Universitat Pompeu Fabra de Barcelona, en la qual també és docent. Va saltar a la fama en 2019 quan -com a guionista de la pel·lícula O que arde, amb Óliver Laxe- va guanyar nombrosos reconeixements cinematogràfics.

## Carrera
Va néixer a la ciutat de Córdoba a Argentina, va omençar els seus estudis de Filosofia i lletres i va realitzar la carrera de Realització Cinematogràfica. L'any 2000 va posar rumb a Barcelona on va entrar en la Universitat Pompeu Fabra, en la qual es va doctorar en Comunicació audiovisual. Allí també va exercir com a docent i investigador.
L'any 2005 va començar a ser editor de revistes relacionades amb el cinema, com és el cas d' Intermedio. A més de dictar discursos en Universitats, escoles de teatre o centres culturals. A això cal afegir la publicació esporàdica d'articles culturals en diversos mitjans, com ara La Vanguardia.
La seva carrera al cinema va prendre diversos camins. Santiago Fillol és un home polivalent pel que ha fet treballs tant de director, com a guionista o productor. La seva primera obra va ser en 2009 com a director i guionista amb el llargmetratge Ich bin Enric Marco, pel·lícula dirigida juntament amb Lucas Vermal. Aquest mateix any dirigia el mediometraje Dormez-Vous?.
En el 2014 va produir quatre noves pel·lícules, sense entrar en guió ni direcció. En el 2016 va començar la unió amb Óliver Laxe, la qual va deixar dos treballs de guió amb les pel·lícules Mimosas i O que arde, les quals els han reportat un bon nombre de premis. En el 2020 Santiago Fillol va tornar a embarcar-se en una aventura com a director i guionista en la pel·lícula El matadero. Pel·lícula rodada entre Argentina i Canàries i que és una adaptació de l'obra de 1940 d'Esteban Echeverría, la qual va estar dins del projecte del Ministeri de Cultura i Esport “10 Promising Spanish Projects in Development” organitzat per ICAA.

## Filmografia
Va intervenir als següents films:
Director:
- Ich bin Enric Marco (2009)
- Dormez-Vous? (2009)
- El matadero (2020)

Guionista:
- Mimosas (2016)
- O que arde (2019)

Productor:
- Monocigótico (2014)
- Un Jabalí (2014)
- Cazador (2014)
- El breve debut de Pili (2014)

## Premis i nominacions
| premi                                                  | categoria                 | resultat  | pel·lícula |
| ------------------------------------------------------ | ------------------------- | --------- | ---------- |
| Premis Gaudí de 2020                                   | Millor pel·lícula europea | Guanyador | O que arde |
| VII Premis Feroz                                       | Millor guió               | Nominat   | O que arde |
| Medalles del CEC de 2019                               | Millor guió original      | Nominat   | O que arde |
| Festival Internacional de Cinema de Mar del Plata 2019 | Millor guió               | Guanyador | O que arde |
| Premis Mestre Mateo 2019                               | Millor guió               | Nominat   | O que arde |
| Premis Mestre Mateo 2016                               | Millor guió               | Nominat   | Mimosas    |